# Нейтронный распад
Нейтронный распад — тип радиоактивного распада, присущий нейтронно-избыточным ядрам. Является обратным процессом по отношению к нейтронному захвату.
(A, Z) → (A − 1, Z) + n
Нейтронный распад в чистом виде наблюдается только у изотопов лёгких элементов, например 13Be и 5He. У тяжёлых элементов испускание нейтронов энергетически невыгодно по сравнению с альфа-распадом, но может происходить у возбуждённых ядер (охлаждение ядра) или сопровождать деление ядер (спонтанное или цепное). Период полураспада ядер, подверженных нейтронному распаду очень мал — порядка 10−20 с.